# Andrij Kucenko
Andrij Serhijowycz Kucenko (ukr. Андрій Сергійович Куценко; ur. 30 maja 1979 w Kupiańsku, Ukraińska SRR, zm. 2 października 2007 we wsi Wysoke, obwód sumski) – ukraiński piłkarz, grający na pozycji pomocnika, a wcześniej obrońcy.

## Kariera piłkarska

### Kariera klubowa
Wychowanek klubu Metałurh Kupiańsk. W 1996 rozpoczął karierę piłkarską w podstawowym składzie Metalista Charków. W 1998 został piłkarzem amatorskiego zespołu Oskił Kupiańsk. Na początku 2000 podpisał kontrakt z Arsenałem Charków. Zimą 2003 przeszedł do klubu Naftowyk-Ukrnafta Ochtyrka. W rundzie jesiennej sezonu 2006/07 bronił barw FK Charków. 23 lipca 2006 roku debiutował w Wyszczej Lidze w meczu z Zorią Ługańsk (2:2). Potem powrócił do ochtyrskiej drużyny, z którą awansował do Wyszczej lihi. 2 października 2007 razem z żoną rozbił się w wypadku samochodowym we wsi Wysoke na drodze Charków-Sumy.

## Sukcesy i odznaczenia

### Sukcesy klubowe
- mistrz Perszej lihi Ukrainy: 2007
- brązowy medalista Perszej lihi Ukrainy: 2004

### Odznaczenia
- nagrodzony tytułem Mistrza Sportu Ukrainy: 2007